# Edykt pretorski
Edykt pretorski – zbiór zasad, jakimi zamierzał się kierować pretor w czasie swojego urzędowania, które trwało jeden rok. Edykt będąc aktem prawnym i źródłem prawa łączył prawo rzymskie z prawami ludów podbitych. 

## Elementy edyktu
Edykt pretorski składał się z pięciu części. Pierwsza część zawierała zasady dotyczące zakresu działalności pretora oraz postępowania przed jego urzędem. Część druga i trzecia przedstawiały poszczególne przypadki udzielenia przez pretora ochrony prawnej przez udzielenie skargi-powództwa. Część czwarta przedstawiała sposoby egzekwowania orzeczeń sądowych. Część piąta zajmowała się udzielaniem ochrony prawnej przez pretora w postępowaniu poza procesowym.

## Edykty wydawali
- pretor od 367 r. p.n.e.; od 242 r. p.n.e. pretor miejski (praetor urbanus)
- pretor dla peregrynów od 242 r. p.n.e.(praetor peregrinus)
- edyl kurulny (jurysdykcja karna na targowiskach)
- namiestnik prowincjonalny
- kwestor (odpowiednik edyla kurulnego w prowincji)

## Edictum tralaticium
Główny trzon edyktu poprzednika, który nie jest zmieniany.

## LexCornelia 67 r. p.n.e.
Ustawa ta stanowiła, iż pretor jest związany tym, co zawarł w swoim edykcie,

## Edictum perpetuum(edykt wieczysty) 125-138 r.
Na polecenie cesarza Hadriana, Salvius Iulianus zredagował jednolity tekst edyktu pretora miejskiego, edyla kurulnego oraz prawdopodobnie edykt namiestnika prowincji i pretora peregrynów. Tym samym kończy się prawotwórcza działalność pretora. Miał on obowiązywać na czas nieokreślony.

## Ius honorarium
Nazwa prawa edyktowego, które miało na celu wspomaganie, uzupełnianie i poprawianie ius civile.